# Bert Jammaer
Bert Jammaer, né le 1er mars 1980, est un triathlète professionnel belge, vainqueur sur triathlon Ironman.

## Palmarès
Le tableau présente les résultats les plus significatifs (podium) obtenus sur le circuit national et international de triathlon depuis 1993,.
| Année | Compétition                              | Pays     | Position           | Temps           |
| ----- | ---------------------------------------- | -------- | ------------------ | --------------- |
| 2015  | Volcano Triathlon                        | Espagne  | Médaille de bronze | 1 h 57 min 51 s |
| 2014  | Championnats de Belgique longue distance | Belgique | Médaille d'or      | 8 h 33 min 12 s |
| 2014  | Ironman Lanzarote                        | Espagne  | Médaille de bronze | 9 h 0 min 44 s  |
| 2013  | Ironman Mont-Tremblant                   | Canada   | Médaille de bronze | 8 h 31 min 35 s |
| 2013  | Championnats de Belgique longue distance | Belgique | Médaille de bronze | 3 h 59 min 52 s |
| 2011  | Ironman Canada                           | Canada   | Médaille de bronze | 8 h 42 min 34 s |
| 2010  | Ironman Lanzarote                        | Espagne  | Médaille d'argent  | 8 h 39 min 35 s |
| 2009  | Ironman Lanzarote                        | Espagne  | Médaille d'or      | 8 h 54 min 3 s  |
| 2008  | Ironman Lanzarote                        | Espagne  | Médaille d'or      | 8 h 59 min 37 s |